# Iris odaesanensis
Iris odaesanensis är en irisväxtart som beskrevs av Yong No Lee. Iris odaesanensis ingår i släktet irisar, och familjen irisväxter. Inga underarter finns listade i Catalogue of Life.